# Batalha (microregio)
Batalha is een van de dertien microregio's van de Braziliaanse deelstaat Alagoas. Zij ligt in de mesoregio Sertão Alagoano en grenst aan de deelstaat Sergipe in het zuiden, de mesoregio Agreste Alagoano in het oosten en noordoosten en de microregio Santana do Ipanema in het noordwesten en westen. De microregio heeft een oppervlakte van ca. 1798 km². Midden 2004 werd het inwoneraantal geschat op 92.614.
Acht gemeenten behoren tot deze microregio:
- Batalha
- Belo Monte
- Jacaré dos Homens
- Jaramataia
- Major Isidoro
- Monteirópolis
- Olho d'Água das Flores
- Olivença

Mesoregio's: Agreste Alagoano · Leste Alagoano · Sertão Alagoano

Microregio's: Alagoana do Sertão do São Francisco · Arapiraca · Batalha · Litoral Norte Alagoano · Maceió · Mata Alagoana · Palmeira dos Índios · Penedo · São Miguel dos Campos · Santana do Ipanema · Serrana do Sertão Alagoano · Serrana dos Quilombos · Traipu